# Индуктивен елемент
Индуктивен елемент е спирален, пасивен електрически елемент с два извода, използван в електротехниката и електрониката с постоянна или регулируема стойност на индуктивността.
Индуктивният елемент представлява в общия случай бобина (намотка) от електрически проводник, гол или изолиран. При протичането на ток по проводника на намотката възниква магнитно поле съгласно закона на Ампер. Заради тяхното свойство да взаимодействат с променливия ток, бобините са сред основните елементи, използвани в електрически схеми, при които токът и напрежението се променят във времето.
Индуктивността е резултат от образуваното около проводника магнитно поле, което се противопоставя на измененията в протичащия през него ток. Токът през проводника създава магнитен поток, пропорционален на тока, а промените в тока предизвикват съответна промяна в магнитния поток, която, от своя страна, съгласно закона на Фарадей за електромагнитната индукция, създава електродвижеща сила, противопоставяща се на промените в тока. Индуктивността е величина, съответстваща на размера на възникващата електродвижеща сила за единица промяна в тока. Например, бобина с индуктивност 1 H генерира електродвижеща сила от 1 V, когато протичащият ток се изменя с 1 A/s. Върху размера на индуктивността оказват влияние броят и размерите на навивките, както и материалът, от който е направена сърцевината, около която са навити. Така магнитният поток може да бъде увеличен многократно, ако проводникът се навие около материал с висока магнитна проницаемост, като например желязо.

## Устройство
Индуктивните елементи обикновено се конструират като бобини от електрически проводник, най-често емайлиран проводник, навит върху пластмасово тяло (каркас) или директно върху феромагнитен материал или ферит. Сърцевината от материал с магнитна проницаемост, по-висока от тази на въздуха, усилва магнитното поле и го задържа близо до бобината, като по този начин чувствително увеличава нейната индуктивност. Нискочестотните бобини се конструират подобно на трансформаторите, със сърцевина от листова електротехническа стомана, изолирана, за да се предотврати възникването на токове на Фуко. Това най-често са дроселите. Магнитномеките керамични ферити се използват за сърцевина при честоти над няколко килохерца (над звуковите честоти), тъй като имат по-малки загуби на енергия при високи честоти, отколкото железните сплави.
Индуктивните елементи се произвеждат в различни форми. Повечето са конструирани като навит около феритна сърцевина емайлиран проводник, като проводникът е от външната страна, но има и такива, които са изцяло покрити от феритното тяло и се наричат екранирани. Това намалява загубите от магнитно разсейване. Някои индуктивни елементи имат регулируема сърцевина, която дава възможност за промяна на тяхната индуктивност. Индуктивните елементи, предназначени за блокиране на много високи честоти, понякога се изготвят чрез нанизването на феритен цилиндър или феритно мънисто на проводника.
Малки по стойност индуктивни елементи могат да бъдат изработени направо върху печатна платка чрез ецване на медния слой със спирална форма. Понякога такива равнинни бобини имат и магнитна сърцевина, монтирана допълнително върху платката. Бобини с малка индуктивност могат да се вградят в интегралните схеми с помощта на технология, подобна на тази за изграждане на транзисторите, като обикновено се използва разпрашен алуминиев слой, ецван също в спирална форма. Малките размери на интегралните схеми силно ограничават индуктивността на такива елементи, поради което те се използват рядко. Техните функции като правило се изпълняват от система от кондензатор и активни електронни компоненти.

## Свойства
В теоретичната електротехника понякога се разглеждат идеализирани модели на индуктивни елементи, които притежават индуктивност, но не и съпротивление или капацитет.
Реалните бобини притежават свойства, различаващи ги от този опростен модел. Те притежават активно (омично) съпротивление, причина за което са съпротивлението на проводника и хистерезис, водещ до загубата на енергия в материала на магнитната сърцевина. Имат и паразитен капацитет, причина за който е електрическото поле между намотките на индуктивния елемент, които имат малка разлика в електрическия потенциал. При определени честоти на тока някои реални бобини имат поведението на трептящ кръг поради своя паразитен капацитет, а при дадени честоти капацитивният характер на импеданса става водещ за поведението им. Реалните бобини притежават свойства, различаващи ги от този опростен модел.
При силни токове реалните индуктивни елементи с желязна сърцевина постепенно се отклоняват от идеалното поведение и заради нелинейности, предизвикани от магнитното насищане. При по-високи честоти съпротивлението и загубите от него нарастват заради скин-ефект в проводниците на намотката.
Реалните индуктивни елементи действат като антени, излъчвайки част от обработваната енергия в околното пространство и приемайки електромагнитни излъчвания от други електрически схеми, което води до електромагнитна интерференция и радиошум. Схеми и материали близо до индуктивни елементи с магнитно поле могат да предизвикат допълнителни загуби на енергия. В много практически ситуации паразитните параметри могат да бъдат също толкова важни за поведението на индуктивни елементи, колкото и индуктивността.

## Характеристики на индуктивния елемент

### Индуктивност
Основен параметър на индуктивния елемент е неговата индуктивност, която е равна на отношението на потока на магнитното поле, създадено от бобината към силата на тока.
Индуктивността на индуктивния елемент е пропорционална на линейните размери на бобината, магнитната проницаемост на сърцевината и втората степан на броя на навивките.
{\displaystyle L=\mu _{0}\cdot \mu _{r}\cdot s_{e}\cdot N^{2}/l_{e}{\mbox{,}}}
където {\displaystyle \mu _{0}} е магнитната проницаемост за вакуум,
{\displaystyle \mu _{r}} – относителна магнитна проницаемост на материала на сърцевината (зависи от честотата),
{\displaystyle s_{e}} – сечение на сърцевината,
{\displaystyle l_{e}} – дължината на средната линия на сърцевината,
{\displaystyle N} – брой навивки.
Горната формула е обща за индуктивни елементи с линейна бобина. За идеален индуктор индуктивността не варира в зависимост от честотата. Това, което варира, е реактивността.

#### Закон на Ленц
Полярността (посоката) на индуцираното напрежение се определя от закона на Ленц, който гласи, че индуцираното ще бъде такова, че да се противопостави на промяната в тока.. Например, ако токът през индуктора се увеличава, индуцираното напрежение ще бъде положително в извода, през който токът влиза, и отрицателно в извода, през който излиза. Енергията от външната верига, необходима за преодоляване на този потенциален хълм, се съхранява в магнитното поле на индуктора. Ако токът намалява, индуцираното напрежение ще бъде отрицателно в извода, през който токът влиза и положително в извода, през който излиза. В този случай енергията от магнитното поле се връща към веригата.

#### Свързване на индуктивности
При последователно свързване на индуктивни елементи общата индуктивност е равна на сумата на индуктивностите на всички елементи:
{\displaystyle L=\sum _{i=1}^{N}L_{i}{\mbox{.}}}
При успоредно свързване на индуктивни елементи общата индуктивност е равна на:
{\displaystyle L={\frac {1}{\sum _{i=1}^{N}{\frac {1}{L_{i}}}}}{\mbox{.}}}

### Q-фактор
Един идеален индуктивен елемент няма активно съпротивление и енергийни загуби. Реалният индуктивен елемент има активно съпротивление от проводника на намотките. Това съпротивление се представя последователно свързано с индуктивността. Токът, преминавайки през него, се преобразува в топлинни загуби. Q-факторът на индуктивния елемент е отношението на реактивното съпротивление към активното съпротивление при определена честота на тока. Колкото е по-голям Q-факторът, толкова индуктивният елемент е по-близо до идеалния модел (без загуби). Индуктивните елементи с високо Q се използват заедно с кондензатори за направа на резонансни филтри, и колкото по-висок е Q-факторът, толкова по-малка е широчината на пропускане на филтъра, т.е. отделящата му способност е по-добра.
{\displaystyle Q={\frac {\omega L}{R}}}
Q-факторът на един индуктивен елемент може да се определи с горната формула, в която L е индуктивността, R е активното съпротивление на индуктивния елемент, ω е честотата на преминаващия ток, а произведението ωL е индуктивното (реактивно) съпротивление.
Q-факторът се увеличава линейно с честотата, ако L и R са константни. Тези параметри при ниски честоти се приемат за константни, но тъй като те се променят при промяна на честотата, затова и той се променя. Така например повърхностният ефект, взаимното влияние на проводниците и загубите в сърцевината увеличават активното съпротивление, а собственият капацитет на навивките и промяната на магнитната проницаемост с увеличаването на честотата влошават индуктивността.
Понякога загубите в индуктивния елемент се характеризират с тангенса на ъгъла на загубите, която е величина, реципрочна на Q-фактора.
Практически Q-факторът е със стойности от 30 до 200. Подобряването му се постига с оптимален избор на диаметъра на проводника, увеличаване на размера на индуктивния елемент и използване на сърцевина с висока магнитна проницаемост и малки загуби, използване на посребрен проводник и на многожилен проводник с цел да се намалят загубите от повърхностния ефект.

### Енергия, съхранена в индуктивния елемент
Като се пренебрегнат загубите, енергията, съхранена в индуктивния елемент е равна на работата, необходима да се установи токът в него I~. Тази енергия е равна на:
{\displaystyle E_{\mathrm {stored} }={1 \over 2}LI^{2}}
където L е индуктивността и I е токът през индуктивния елемент.
Това съотношение е валидно само за линейната (ненаситената) част от функцията на магнитния поток към тока. По принцип, ако трябва да се определи енергията, която е съхранена в индуктивен елемент, който има първоначален ток за определено време между {\displaystyle t_{0}} и {\displaystyle t_{1}}, може да използва тази формула:
{\displaystyle E=\int _{t_{0}}^{t_{1}}\!P(t)\,dt={\frac {1}{2}}LI(t_{1})^{2}-{\frac {1}{2}}LI(t_{0})^{2}}

## Видове

### С въздушна сърцевина
При индуктивните елементи с въздушна сърцевина (соленоиди) намотката не е разположена около феромагнитен материал, а остава празна или е навита около немагнитен материал, като пластмаса или керамика. Тези индуктори имат по-ниска индуктивност от тези с феромагнитна сърцевина, но се използват главно при високочестотни токове, тъй като при тях се избягват загубите от хистерезис, характерни при високите честоти. Важно свойство е, че индуктивността при тях не се влияе от тока, който протича. Страничен ефект, който може да възникне при намотките с въздушна сърцевина, които нямат твърдо фиксирана форма, са механичните вибрации на проводника, които предизвикват промени в индуктивността.
Типично приложение на индуктивни елементи с въздушна сърцевина е радиотехниката, където те често служат за обработка на радиочестотни сигнали. При този вид индуктивни елементи загубите на енергия не са в сърцевината, а главно в резултат на съпротивлението на проводника. Освен загубата на мощност, те могат да предизвикат и намаляване на общия Q-фактор на схемата, поради което се използват специални техники за тяхното избягване. Основните причини за такива загуби са:
- Скин-ефект: Съпротивлението на проводниците при високочестотни токове е по-голямо, отколкото при постоянен ток. Радиочестотните променливи токове не проникват в дълбочината на проводника, а се разпространяват само по неговата повърхност. По тази причина в дебел проводник през голяма част от напречното сечение не преминава ток. Този ефект увеличава съпротивлението на проводника, което е от особено значение при бобините, където се използват проводници с относително малко сечение и голяма дължина.
- Ефект на близост: Друг подобен ефект, който също увеличава съпротивлението на проводника при високи честоти на тока, се проявява при успоредни проводници, разположени близо един до друг. Индивидуалните магнитни полета на съседните проводници индуцират токове на Фуко, в резултат на които токът в проводника се концентрира в частта от сечението, близка до съседния проводник. Както и при скин-ефекта, това намалява ефективната площ на напречното сечение на проводника и увеличава неговото съпротивление.
- Паразитен капацитет: Капацитетът между отделните навивки в бобината не води до преки загуби на енергия, но променя нейното цялостно поведение. Всяка навивка в намотката има малко по-различен потенциал от съседните, поради което електрическото поле между тях създава електрически заряд. Така намотката действа като разположен успоредно с нея кондензатор. При достатъчно висока честота този капацитет може да влезе в резонанс с индуктивността на индуктивния елемент, образувайки трептящ кръг.

За да се ограничат паразитният капацитет и ефектът на близост, радиочестотните индуктивни елементи се конструират така, че да се избегне наличието на множество успоредни близки навивки. Намотките на тези бобини често се ограничават до само един пласт, а между навивките се оставя празно пространство. За да се ограничи съпротивлението, дължащо се на скин-ефекта, при по-мощни индуктивни елементи, като използваните в предавателите, намотките понякога се правят от метална лента или тръба, които имат по-голяма специфична повърхнина, или повърхността на проводника се посребрява.

### С феромагнитна сърцевина
Индуктивните елементи с феритна или желязна сърцевина използват магнитномека сърцевина, направена от феромагнитен или феримагнитен материал, за да се увеличи индуктивността. Магнитната сърцевина може да увеличи няколко хиляди пъти индуктивността, като увеличава магнитното поле поради много по-високата стойност на магнитната проницаемост. Магнитните свойства на сърцевината променят свойствата на индуктивния елемент и изискват специална конструкция.
- Загуби в магнитната сърцевина: Променливият ток в индуктивния елемент, който създава променливо магнитно поле във феромагнитната сърцевина, генерира загуби, причина за което са два процеса: Единият процес е свързан с генерираните токове на Фуко (вихрови токове) в проводимата метална сърцевина, които се преобразуват в топлинни загуби. Вторият процес е свързан с хистерезисните загуби, получавани при пренамагнитването на магнитните домени. Големината на тези загуби е пропорционална на площта на хистерезисната крива (ВН-графика) на сърцевината. Магнитни материали с ниска коерцитивна сила имат по-тясна хистерезисна крива и съответно по-малки загуби.
- Нелинейност: При увеличаване на тока през индуктивния елемент може да се получи насищане на магнитната му сърцевина, индуктивността ще се промени и ще зависи от стойността на тока. Това се нарича нелинейност и води до изкривяване на сигнала през индуктивния елемент. Затова при линейните схеми е необходимо да се осигури работа само под областта на насищане на магнитната сърцевина.

#### Индуктивен елемент със сърцевина от листов материал (дросели)
Нискочестотните индуктивни елементи често се правят със сърцевина от листов магнитен материал, за да се предотвратят вихровите токове, подобно на трансформаторните магнитопроводи. Сърцевината е изработена от пакет от тънки листове от магнитномек материал като електротехническа стомана или пермалой, чийто повърхности са изолирани. Тази изолация предотвратява вихровите токове между отделните листове и по този начин намалява загубите.

#### Индуктивен елемент с феритна сърцевина
За високи честоти индуктивните елементи се правят със сърцевина от ферит. Голяма част от феритните магнитномеки материали са с високо обемно съпротивление и вихровите токове са минимални.

#### Индуктивен елемент с тороидална сърцевина
При индуктивен елемент, изработен върху права (линейна) сърцевина, магнитното поле от края на сърцевината трябва да се затвори в другия край на сърцевината, преминавайки през околната въздушна междина. Това намалява магнитното поле, тъй като по-голямата част от магнитното поле преминава през въздуха. При тороида това се избягва, тъй като магнитната верига изцяло е от магнитномекия материал. Тороидите се изработват от ферит или листов материал.

### Променливи индуктивни елементи
Най-често използваният вид индуктивен елемент е с подвижна магнитна сърцевина, която може да бъде преместена навън или навътре в бобината. Преместването навътре води до увеличаването на силата на магнитното поле, а от там на индуктивността.
Друг вид променлив индуктивен елемент е вариаторът, използван в миналото. Вариаторът се състои от две въздушни бобини, вкарани една в друга, с еднакъв брой навивки, които са свързани последователно. Вътрешната бобина е на въртяща се ос, като двете бобини създават магнитни полета, чиито оси лежат на една равнина. При съвпадане на двете оси в една и съща посока на магнитното поле, полетата се събират и индуктивността е максимална. При завъртане на едната бобина спрямо другата, индуктивността намалява постепенно и при завъртане на обратна посока на вътрешната бобина спрямо външната, магнитните полета стават противоположни по посока и индуктивността става минимална.

## Функции в електрическите схеми
Последователното свързване на индуктивността във веригата служи за потискане на високочестотните и пропускане на нискочестотните и постояннотоковите съставки. Включването на индуктивността успоредно на захранващата мрежа премахва постояннотоковата съставка и пропуска високочестотната.
Индуктивните елементи, заедно с резисторите и кондензаторите, се използват за изграждане на различни честотнозависими вериги, като филтри, вериги за обратна връзка, резонансни кръгове и други. В зависимост от схемата на свързване се филтрират постояннотоковите или променливотоковите съставки. Могат да се създават филтри само за определена честота или за област от честоти.

## Приложение
Индуктивните елементи намират широко приложение в аналоговите схеми и обработката на сигнали. Съвместно с кондензаторите и други компоненти те се използват за усилване или филтриране на определени сигнални честоти. Приложенията на бобините варират от големи устройства в силовите захранвания, които заедно с филтърни кондензатори отстраняват остатъчен шум и други флуктуации от постояннотоковия изход, до елементи с малка индуктивност, като феритните пръстени, монтирани около кабелите, за да предотвратят предаването по тях на радиочестотна интерференция. По-малки съчетания на индуктивни елементи и кондензатори образуват трептящите кръгове, използвани в радиотехниката.
Две или повече бобини с взаимодействащ си магнитен поток образуват трансформатор, основен елемент във всички електроразпространителни мрежи. Ефективността на трансформаторите може да намалее при нарастване на честотата на тока заради токовете на Фуко в сърцевината и скин-ефекта в проводника. Размерът на сърцевината може да бъде по-малък при по-високи честоти, поради което в авиацията обикновено се използва променлив ток с честота 400 Hz, вместо обичайните 50 – 60 Hz, за да се спести тегло..
Индуктивните елементи се използват за съхранение на енергия в някои импулсни стабилизатори на напрежението. При тях индуктивният елемент се зарежда в определена част от цикъла на синусоидата на напрежението и се разрежда през останалата част. Съотношението между двете части определя съотношението между входното и изходното напрежение. В такива системи бобините се използват съвместно с активни полупроводникови устройства за постигане на прецизен контрол върху напрежението.
Друго важно приложение на индуктивните елементи е разделянето на постоянния от променливия ток. При подобно приложение те се наричат най-често дросели.

### Металотърсач
Металотърсачът е уред, с помощта на който се откриват различни метални предмети. Най-широко разпространение имат те във военното дело, за охрана на летища и други обекти. Принципът на действие много често е основан на използването на индуктивни елементи. Използват се принципи на откриване на метал като:
- Предаваща и приемаща бобина. При наличието на метален предмет се променя коефициентът на предаване.
- Две напълно еднакви бобини, балансирани например в мостова схема. При поява на метален предмет в обсега на едната, мостът се разбалансира.
- Измерване на Q-фактора и други.

Усъвършенстването на тези схеми е важно, особено за откриването на мини, оръжия на терористи и други.

### Индуктивен датчик
Индуктивният датчик е безконтактен датчик, предназначен за контролиране положението на обекти от метал и не е чувствителен към други материали. Основен принцип на индуктивните датчици е управление, при което се използва промяна на параметър на индуктивността.
Принципът на действие е на основата на изменението на амплитудата на трептенията на генератора при доближаването в зоната на чувствителния индуктивен елемент на метален, магнитен или феромагнитен материал с определени размери. При подаването на захранващото напрежение на повърхността на индуктивния елемент се създава променливо магнитно поле. Това поле създава вихрови токове в материала, които водят до изменение на амплитудата на колебанията на генератора. В резултат на това се изработва аналогов изходен сигнал, големината на който се изменя от разстоянието между датчика и контролирания предмет. Един тригер преобразува аналоговия сигнал в логически.

### Противокражбени етикети
Тези етикети съдържат вграден трептящ кръг, състоящ се от индуктивен елемент (плоска бобина) и кондензатор. Трептящият кръг има резонансна честота 1,75 MHz до 9,5 MHz. Най-използваната честота е около 8,2 MHz. Отчитането се извършва чрез апаратурата чрез обхождането около резонансната честота и отчитането на извършена кражба. Дезактивирането на етикета 8,2 MHz се постига чрез физическо унищожаване с перфорирането на индуктивния елемент или чрез разрушаването на кондензатора. Това се постига безконтактно чрез силен електромагнитен импулс с честота, равна на резонансната честота и индуктирането на електромагнитно напрежение в токовия кръг, превишаващо пробивното напрежение на кондензатора.

### Медицинско приложение
Миниатюрни индуктивни елементи (бобини) или комбинация от индуктивни елементи, разположени по трите оси  се използват за:
- Диагностика: безжична комуникация с миниатюрни импланти, служещи за датчици (кръвно налягане, сърдечен пулс)
- Активни импланти за контролиране на пейсмейкъри или пряка мозъчна стимулация
- Приложение за придвижване в определено направление: целево подаване на лекарствени препарати, придвижване на стент, ендоскопия, гастроскопия и други.
- Слухови протези.
- Безжично зареждане на акумулаторни батерии в имплантирани прибори.